# Svetište Kraljice mira u Hrasnu
Svetište Kraljice mira u Hrasnu je biskupijsko marijansko svetište Trebinjsko-mrkanske biskupije.

## Povijest

### Povijest župe Hrasno
Trebinjsko-mrkanski biskup Anzelmo Katić, tada sa sjedištem u Dubrovniku, uvidjevši potrebu podjele tadašnje župe Dubrave koja je zauzimala više od polovice biskupije šalje travnja 1761. Kongregaciji za širenje vjereu Rimu pismeni zahtjev za osnivanjem nove župe. Potvrda o udovoljavanju zahtjeva iz Rima dolazi 1762. u kojoj stoji da je nova župa Hrasno upisana u registar pravne osobe dana 30. studenog 1761. godine. Biskup Katić za prvoga župnika imenuje don Jozu Pažina, rodom iz mjesta Glumina u istoj župi. Rijetko naseljena, prostorno velika, župa s tada 600-700 žitelja dugo vremena nije imala niti župnu crkvu niti župni stan. Zbog nedostatka svećenika, prvih 20-ak godina župu su opsluživali župnici župe Dubrave, a od 1781. župa ima redovito vlastite župnike.
Godine 1853. uz pomoć misionarskoga društva iz Lyona tadašnji župnik isusovac misionar o. Hilarije Odachowski kupuje u Cerovici zemljište s namjerom izgradnje crkve i župnoga stana, čime bi se odredilo sjedište i središte župe. Nakon 93 godine, 1854. dovršeni su župni stan s kapelom koji će služiti održavanju svetih misa do izgradnje crkve te drugi objekti za gospodarske svrhe. Do iste godine, župa je bila pod patronatom Gospe od svete Krunice, a od tada je pod patronatom Bezgrješnoga začeća Marijina. Dozvola za izgradnju crkve zatražena je u 1848. Carigradu, ali je dobivena tek 1874. godine. Uvjet izgradnje crkve je bio da se gradnja izvede na mjestu koje neće prkositi pogledu prolaznika putem od Stoca prema Neumu, osobito prolaznicima islamske vjere. Za mjesto izgradnje odabrana je lokacija podno 40-ak metara visoke uzvisine Gradine. Crkva je bila zamišljena kao jednobrodna građevina dimenzija 10×7 m te 3×5 m za prezbiterij. Zbog početka ustanka hrvatskoga naroda protiv Otomanskoga carstva 1875. – 1878. godine gradnja crkve se obustavlja. Nakon dolaska Austro-Ugarske monarhije crkva više nije morala biti skrivena od pogleda, ali se prvotni plan nije promijenio. Nakon 120 godina od osnutka župe, 1881. dovršena je prva župna crkva.
Povećanjem broja stanovnika župe ukazala se potreba za proširenjem crkve. Za tadašnjega župnika, don Stanka Čotića, za samo tri mjeseca 1935. godine sagrađena je nova (i današnja) jednobrodna crkva dimenzije 18×10 m i 6×5m za prezbiterij. Izrađena je prema nacrtima inženjera Miroslava Loosea.

### Povijest svetišta
Godine 1947. za župnika župe Hrasno dolazi don Stjepan Batinović. U dvorištu crkve je 1958. sagradio Gospinu špilju u kojoj je povremeno služena sveta Misa kao i pobožnost Gospine krunice. U svom dugogodišnjem radu i nastojanju da župu pretvori u duhovno svetište biskupije uspijeva 1977. kada župa Hrasno postaje biskupijsko svetište Kraljice mira koja se slavi druge nedjelje mjeseca svibnja. Tadašnji mostarsko-duvanjski biskup i trajni apostolski upravitelj trebinjsko-mrkanski Petar Čule odobrava da se Blažena Djevica Marija slavi kao Kraljica mira u Hrasnu, biskupijskom marijanskom svetištu. Iste godine na vrhu Gradine postavljen je brončani kip Gospe Kraljice mira, rad kipara Ante Starčevića čija uzdignuta ruke simbolizira traženje blagoslova od Boga za svakoga koji joj se utječe. Blagoslovom kipa 8. svibnja 1977. i službeno je otvoreno svetište. Kip je blagoslovio biskup Petar Čule, a uz njega njegov koadjutor, biskup Pavao Žanić te pomoćni splitski biskup Ivo Gugić i dubrovački biskup Severin Pernek.
Na 10. obljetnicu svetišta, svetište je posjetio hrvatski kardinal Franjo Kuharić, koji je predvodio misno slavlje i proslavu, uz koncelebraciju tadašnjega nadbiskupa i metropolita vrhbosanskog Marka Jozinovića te biskupa Pavla Žanića. Tada je kardinal Kuharić sastavio posvetnu molitvu Kraljici mira, koja se od tada moli svake godine pred njezinim kipom na dan proslave. Početkom Domovinskog rata 4. kolovoza 1991. u sklopu svetišta otkriven je spomenik žrtvama Drugoga svjetskoga rata župe Hrasno, rad akademskog kipara Nikole Vučkovića iz Metkovića na kojem je uklesan epitaf „Domovino, radi tebe, radi bitka tvog, gdje nam kosti rasute su znade samo Bog”. Uz Gradinu prema kipu je postavljen i križni put, rad akademskog kipara Dušana Stanojevića. Dana 8. prosinca 2011., na svetkovinu Bezgrješnog začeća Blažene Djevice Marije, uz misno slavlje koje je predvodio biskup Ratko Perić te sudjelovanje 30 svećenika obilježena je 250. obljetnica župe.
Od 1995. godine u sklopu svetišta postoje galerija vrijednih umjetničkih djela i muzej s prikazom tradicijske hercegovačke obitelji, alatima korištenim za obradu zemlje te u stočarstvu, kao i skulptura sv. Jure.

## Galerija
- Ulaz u svetište
- Križni put u podnožju Gradine
- Gospina špilja u svetištu
- Spomenik don Stjepanu Batinoviću
- Spomenik žrtvama Drugoga svjetskoga rata župe Hrasno
- Ploča podno kipa prigodom posjete kardinala Kuharića
- Prostor za ispovijedi

## Vanjske poveznice
- Kraljica mira na Hrasnu  Arhivirana inačica izvorne stranice od 15. ožujka 2016. (Wayback Machine)
- Hrvatski oltar mučeništva - Spomenik žrtvama rata u Hrasnu  Arhivirana inačica izvorne stranice od 4. ožujka 2016. (Wayback Machine)